# PCRE
Perl Compatible Regular Expressions (PCRE) – biblioteka udostępniająca Perlowe wyrażenia regularne programom w C oraz skrypt, który udostępnia je z poziomu powłoki.
PCRE posiada zarówno swój własny interfejs, jak i interfejs kompatybilny z wyrażeniami regularnymi POSIX.
Jest ona używana m.in. przez KDE, exim, PHP i tin.
Przykład użycia (interfejs POSIX-owy):
```
#include
 
<pcreposix.h>

#include
 
<stdio.h>

int
 
main
(
void
)

{

  
regex_t
 
rx
;

  
char
 
*
pat
 
=
 
"([0-2]?
\\
d{1,2})
\\
.([0-2]?
\\
d{1,2})
\\
.([0-2]?
\\
d{1,2})
\\
.([0-2]?
\\
d{1,2})"
;

  
//  More "ambitious" expression - "(?:([0-2]?\\d{1,2})\\.){3}([0-2]?\\d{1,2})";

  
char
 
*
str
 
=
 
"123.45.67.89"
;

  
regmatch_t
 
match
 
[
6
];

  
int
 
i
;

  
regcomp
 
(
&
rx
,
 
pat
,
 
0
);

  
regexec
 
(
&
rx
,
 
str
,
 
6
,
 
match
,
 
0
);

  
for
 
(
i
=
0
;
 
i
<
6
;
 
++
i
)

  
{

    
printf
 
(
"Perl-Compatible Regular Expression matched from character %i to %i: `%.*s'
\n
"
,

    
match
[
i
].
rm_so
,
 
match
[
i
].
rm_eo
,

    
match
[
i
].
rm_eo
-
match
[
i
].
rm_so
,

    
&
str
[
match
[
i
].
rm_so
]);

  
}

  
return
 
0
;

}

```